# Cherry Valley (Illinois)
Cherry Valley is een plaats (village) in de Amerikaanse staat Illinois, en valt bestuurlijk gezien onder Winnebago County.

## Demografie
Bij de volkstelling in 2000 werd het aantal inwoners vastgesteld op 2191.
In 2006 is het aantal inwoners door het United States Census Bureau geschat op 2248, een stijging van 57 (2,6%).

## Geografie
Volgens het United States Census Bureau beslaat de plaats een oppervlakte van
9,8 km², waarvan 9,7 km² land en 0,1 km² water. Cherry Valley ligt op ongeveer 222 m boven zeeniveau.

## Plaatsen in de nabije omgeving
De onderstaande figuur toont nabijgelegen plaatsen in een straal van 16 km rond Cherry Valley.